# Río Hawkesbury
El río Hawkesbury (del inglés: Hawkesbury River), además conocido como Deerubbun, es un corto río costero de Australia, uno de los principales ríos de la región costera de Nueva Gales del Sur. El río Hawkesbury y sus afluentes prácticamente rodean la región metropolitana de Sídney.
El río Hawkesbury tiene su origen en la confluencia del río Nepean y el río Grose, al norte de Penrith. Tiene una longitud de 120 km y es navegable.

## Islas
Las siguientes islas están dadas por orden según la corriente del río aguas abajo:
- Isla Milson
- Isla Peat
- Isla Espectacle
- Isla Long, Nueva Gales del Sur
- Isla Dangar
- Isla Lion